# Иловля (Волгоградская область)
Иловля́ (также И́ловля, до 1961 года — станица Иловлинская) — рабочий посёлок в Иловлинском районе Волгоградской области России.
Население — 10 555 чел. (2021).

## История
Основан не позднее 1672 года как казачья станица. Иловля не раз меняла своё расположение, о чём свидетельствует документ от 1894 года:
До Октябрьской революции станица Иловлинская административно относилась ко 2-му Донскому округу с окружной станицей Нижне-Чирская и областным городом Новочеркасск. В станичный юрт входило более 25 казачьих хуторов, расположенных по реке Иловля. Согласно Алфавитному списку населённых мест Области Войска Донского 1915 года в станице Иловлинской проживало 1480 душ мужского и 1465 женского пола.
В 1921 году в составе Второго Донского округа станица Иловлинская включена в состав Царицынской губернии. В 1928 году с районным центром в станице Иловлинской был образован Иловлинский район Камышинского округа (округ ликвидирован в 1930 году) Нижневолжского края (с 1934 года — Сталинградский край, с 1936 года — Сталинградской области, с 1961 года — Волгоградская область).
8 июля 1961 года, в связи с тем, что райцентр Иловлинского района, село (так в документе) Иловлинская, хутора Крапивин и Лебедев, посёлки при ж.д. станциях Иловля I и Иловля II и разъезда 513 км фактически слились и представляют собой один населённый пункт с населением более 4000 человек, в составе которого рабочих и служащих промышленных и транспортных предприятий, государственных учреждений и членов их семей более 90 %, Исполнительный комитет Сталинградского областного Совета депутатов трудящихся решил объединить указанные населённые пункты в один населённый пункт, присвоив ему наименование рабочий посёлок Иловля и преобразовать Иловлинский сельский Совет депутатов трудящихся в поселковый совет рабочего посёлка Иловля, оставив в его административном подчинении остальные населённые пункты (решение № 13/311, параграф 12).

## Общая физико-географическая характеристика
Иловля расположена в степи в центральной части Иловлинского района в пределах Приволжской возвышенности, относящейся к Восточно-Европейской равнине, на реке Иловля (левый приток Дона). Большая часть посёлка расположена на левом берегу реки, на высоте 42 метра над уровнем моря. Рельеф местности равнинный. К востоку и юго-западу от посёлка имеются массивы песков, частично закреплённых искусственными лесонасаждениями. Почвы: в пойме реки Иловли — пойменные засолённые, к западу от поймы — тёмно-каштановые, к востоку каштановые
По автомобильным дорогам расстояние до областного центра города Волгограда составляет 83 км. К посёлку имеется подъезд от федеральной автодороги Р22.
Климат
Климат умеренный континентальный с жарким летом и малоснежной, иногда с большими холодами, зимой. Согласно классификации климатов Кёппена климат характеризуется как влажный континентальный (индекс Dfa). Температура воздуха имеет резко выраженный годовой ход. Среднегодовая температура положительная и составляет +8,0 °С, средняя температура января −8,0 °С, июля +23,6 °С. Расчётная многолетняя норма осадков — 387 мм, наибольшее количество осадков выпадает в июне (43 мм), наименьшее в марте (22 мм).
Часовой пояс
Иловля, как и вся Волгоградская область, находится в часовой зоне МСК (московское время). Смещение применяемого времени относительно UTC составляет +3:00.

## Население
В 1914 году в станице Иловлинской станичным атаманом был урядник Михаил Иванович Уланов. В станице насчитывалось 384 дома (хозяйства), где проживало 917 душ мужского и 956 душ женского пола. Всего в Покровском приходе станицы Иловлинской, вместе с хуторами, было 1315 казачьих хозяйств на 3948 казаков и 3921 казачек. Также в приходе проживали 34 человека из дворянского сословия и 30 мещан. Крестьянских хозяйств было как «оседло живущих и временно проживающих» 141.
| 1859 | 1873 | 1897 | 1915 | 1939 |
| ---- | ---- | ---- | ---- | ---- |
| 3076 | 1883 | 2279 | 2945 | 2929 |

| 1959    | 1970    | 1979    | 1989    | 2002    | 2009    | 2010    |
| ------- | ------- | ------- | ------- | ------- | ------- | ------- |
| 2435    | ↗5278   | ↗6116   | ↗10 295 | ↗11 904 | ↗12 069 | ↘11 255 |
| 2012    | 2013    | 2014    | 2015    | 2016    | 2017    | 2018    |
| ↘11 184 | ↘11 172 | ↗11 275 | ↗11 278 | ↗11 418 | →11 418 | ↗11 564 |
| 2019    | 2020    | 2021    |         |         |         |         |
| ↘11 502 | ↘11 257 | ↘10 555 |         |         |         |         |

## Известные уроженцы
- Бойков, Иван Иванович (1900—1963) — советский военный деятель, генерал-лейтенант.

## Инфраструктура
По данным местного информационного портала ilovlya.ru на территории посёлка работают 9 продуктовых магазинов: 3 из сети Пятёрочка, 3 из сети Магнит.
Этнографический музей казачьего быта (музей «Казачий курень»). Открыт 29 мая 1982 года. Представляет собой казачью усадьбу конца XIX – начала XX веков. В экспозиции представлены подлинные предметы быта казачества дореволюционного времени.